# 長坂端午
長坂 端午（ながさか たんご、1907年5月5日 - 1977年4月9日）は、日本の教育学者、文部官僚。東京教育大学名誉教授。

## 略歴
長野県諏訪郡上諏訪町（現・諏訪市）出身。長野県立諏訪中学校（現・長野県諏訪清陵高等学校・附属中学校）を経て、第一高等学校卒業。
1928年下諏訪尋常高等小学校（現・下諏訪町立下諏訪南小学校）代用教員。東京文理科大学（現・筑波大学）教育科卒業。1932年山梨県女子師範学校教諭。1936年和歌山師範学校教諭。1941年静岡師範学校教諭、同附属国民学校（現・静岡大学教育学部附属静岡小学校）主事。1945年応召により中国へ出征。
1947年文部省（現・文部科学省）教科書局に入省、同局小学校社会科主任、文部事務官 。1949年初等中等教育局初等教育課に配属。社会科学習指導要領補説、学習指導法作成。1951年版学習指導要領作成。1951年信濃教育会教育研究所所長。1953年東京教育大学（現・筑波大学）教授。1954年文部省教材等調査研究会委員として学習指導要領作成。1958年重松鷹泰、上田薫、大野連太郎らと「社会科の初志をつらぬく会」を結成し委員長就任。同年社会科教育学会会長。1959年東京教育大学附属中学校・高等学校（現・筑波大学附属中学校・高等学校）校長。1967年東京教育大学教育学部長。1971年同大学定年退官、同大学名誉教授。1977年4月9日死去。同日付で従三位に叙せられ、5月に勲三等旭日中綬章を贈られた。

## 著書
- 『社会科の指導』朝倉書店 1951年
- 『社会科教育 社会科の立場』金子書房 1953年